# 塔毛利帕斯州
塔毛利帕斯州（西班牙語：Tamaulipas，發音：[tamawˈlipas] ⓘ）是墨西哥東北部的一個州。面积79,384平方公里，人口3,024,238（2005.10.17）。

## 外部連結
- Music and Dance of the State of Tamaulipas
- （西班牙文） Tamaulipas state government （页面存档备份，存于）.
- （西班牙文） University of Tamaulipas
- Colonization Laws of the State of Tamaulipas, 1826 （页面存档备份，存于） from Gammel's Laws of Texas, Vol. I. Archive.today的存檔，存档日期2012-12-05 hosted by the Portal to Texas History （页面存档备份，存于）.